# Bhimdhunga
Bhimdhunga es un pueblo ubicado en el distrito de Katmandú, provincia de Bagmati, Nepal.

## Superficie
Cuenta con una superficie de 6 kilómetros cuadrados.

## Demografía
Datos hasta 2015
- Población: 3549 habitantes.[1]
- Densidad de población: 591,9 habitantes por kilómetro cuadrado.[1]
- Población masculina: 1802 (50,8%).[1]
- Población femenina: 1747 (49,2%).[1]